# Pourri bressan
Le pourri bressan est un fromage fort élaboré en Bresse. Il est connu et désigné localement en arpitan sous les vocables de pialou ou de peri.

## Noms du terroir
Ce nom étrange et a priori assez repoussant prend un autre sens dans son contexte linguistique local. Dans la Bourgogne centrale, ce fromage était appelé le pialou et ce n'est que plus au sud, dans la Haute-Bresse qu'il prend le nom de pourri (peri). 
Ce terme est repris dans Lè Pèguelyon de la Castafiore, version en arpitan bressois de l'album de Tintin,  Les Bijoux de la Castafiore. Le marquis de Gorgonzola y est dénommé Marqui de Reutideperi ce qui se traduit par Marquis de Tartine-de-Pourri. Le vocable reuti désigne une tartine grillée et peri nomme le fromage pourri ou fromage fort.
Claude Lévi-Strauss dans son Triangle culinaire, souligne que l'emploi du terme pourri correspond à une élaboration naturelle d'un produit mis à vieillir, à refermenter. Les témoignages recueillis par les étudiants de l'université Lumière Lyon-II, lors d'une enquête sur le terrain, ne manquent pas : « C'est un fromage qu'on laisse pourrir, s’abîmer » ; « On disait du fromage pourri parce qu’on le laissait fermenter. Donc, ça faisait un fromage pourri, ben c’était du fromage fort » ; « On le laissait fermenter quelques jours avant de le manger. On le laissait faire, disons. C’est pour ça qu’on y appelait le pourri. ».

## Ingrédients
La composition du pourri tel qu'il était fait à la fin du XIXe siècle a été donnée par Marius Tortillet, un instituteur bressan qui vécut entre 1876 et 1930 : « Le fromage fort ou pourri est un mélange de fromage sec de vache et de fromage de gruyère que l'on râpe et qu'on fait fermenter en y ajoutant un levain. On y ajoute généralement un peu de vin blanc. ». 
À ces ingrédients originels pouvait être ajouté du bouillon de poireaux avant que l'ensemble ne subisse sa fermentation. Et comme la production était essentiellement familiale en étaient exclus tout fromage du commerce. 
Une autre façon de faire est aussi pratiquée. Cette préparation fromagère était uniquement élaborée à base de caillé frais entier de lait de vache, puis mise à égoutter dans une toile nouée qui était placée dans un récipient contenant de la cendre de bois, celle-ci servait ensuite à recouvrir le tout. 
En fait, les Bressans s'autorisent une grande liberté dans la fabrication, ce qui permet de multiples variantes. Comme l'indique sur son site un gastronome averti : « Le pourri bressan ne peut se passer de crème fraîche qui est ajoutée à la préparation. Certains ne résistent pas à ajouter aussi du vin blanc, du marc et parfois d’autres alcools... ainsi que des épices. En la matière, il n’y a pas de règles. ».

## Préparation et affinage
Qu'il soit d'usage d'en rajouter pour les Bressans en enjolivant la préparation de ce fromage de détails peu ragoûtants est un folklore à l'usage des seuls non initiés. Quand il est fabriqué selon les méthodes traditionnelles, le pourri bressan, pour finir de s'égoutter, est recouvert de cendre de bois ou des feuilles de cerisier. Il en est dégagé après quelques jours, puis la masse est émiettée et mise à fermenter en pot.
Dans un temps encore récent, il était tout à l'honneur d'une maison de ne jamais arriver à bout de son pourri. Celui-ci était constamment alimenté dans son pot de grès après chaque ponction. Il lui était rajouté régulièrement du marc, du fromage râpé, du bouillon de poireau, et le tout se remettait à fermenter. Le Littré de la Grand'Côte, dans sa première édition de 1894, notait qu'une famille habitant à Fleurieu-sur-Saône avait dans la même jarre un pourri qu'elle alimentait de génération en génération depuis 1744. 

## Consommation

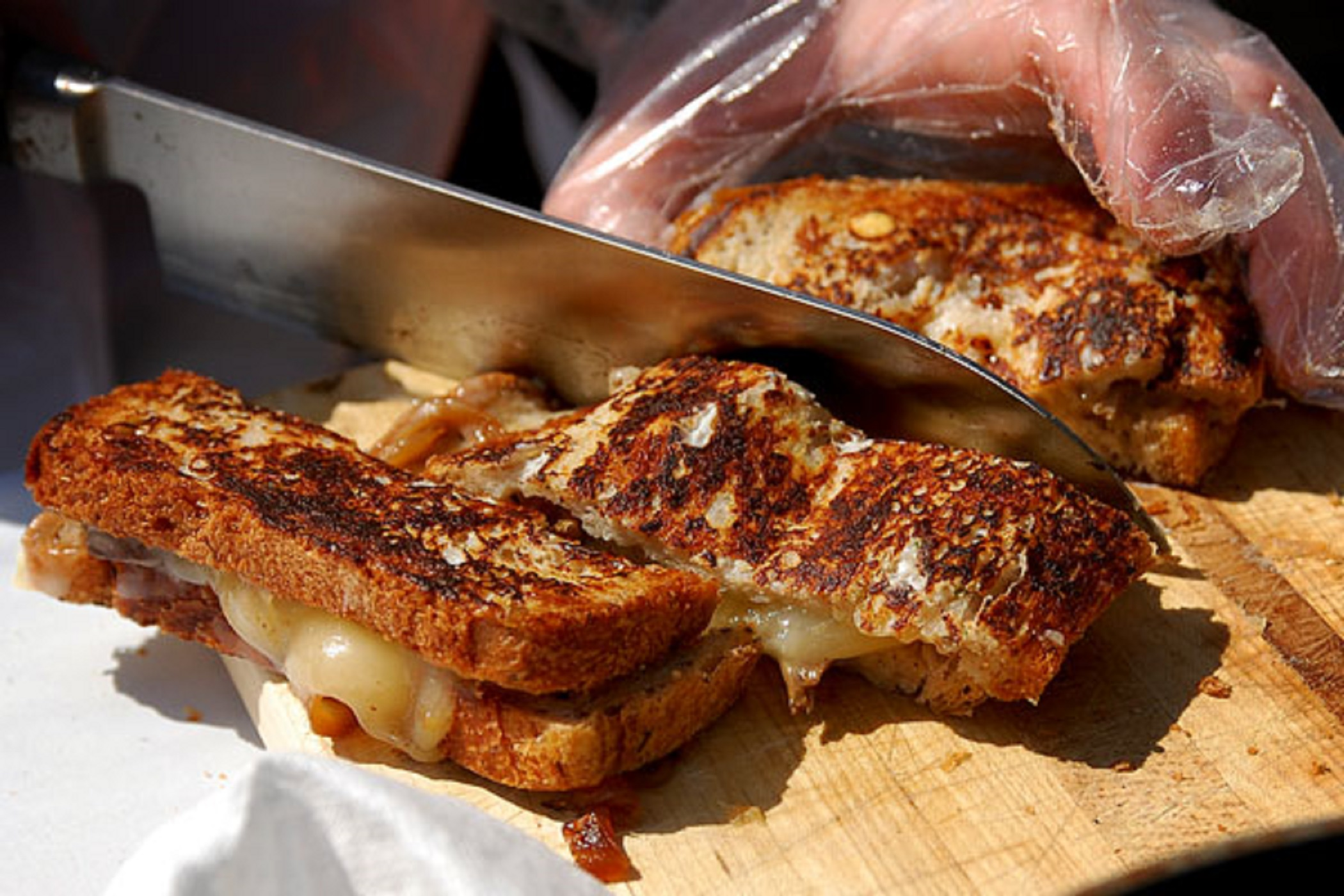
Pourri bressan et pain grillé.

Autre élément du folklore gastronomique local : celui de son ingestion. Il est dit et affirmé que seul un estomac de Bressan peut supporter cette préparation encore plus forte que le fromage fort et à l'aspect aussi rebutant que son appellation.
Dans la réalité, le pourri est consommé sur des gaufres chaudes de sarrasin ou, plus simplement, sur des tartines dorées au four. Il peut se manger soit en entrée avec une salade soit au moment du fromage.
Jusque dans les années 50 quand cette plante était encore localement assez largement cultivée, le pourri était également consommé avec du « poivre rouge de Bresse », nom local du piment de Bresse, séché et réduit en poudre.

## Mutation du pourri
En 1973, les chercheurs du CNRS en avaient donné la définition suivante : « Caillé très égoutté, émietté puis affiné jusqu’à obtenir une consistance onctueuse. Se consomme comme le fromage fort. ». 
Actuellement, elle ne correspond plus à grand-chose avec la mise en marché d'un pourri industriel. Si cette nouvelle production est formée, elle aussi, à partir de morceaux de caillé, ils sont moins liés que dans le pourri traditionnel. De plus la texture est plus sèche et a un aspect moins homogène. « Sa couleur est elle aussi irrégulière ; elle varie du blanc cassé au jaune paille sur les morceaux les plus maturés, devenus légèrement gluants. Son goût bien différent est plutôt comparé par certains vendeurs à la cancoillotte. ».

## Commercialisation
Le pourri bressan est toujours élaboré familialement. Une préparation artisanale est proposée chez des crémiers et des épiciers locaux. Depuis 1998, la beurrerie de Foissiat s'est lancée dans une production industrielle. Ses produits sont vendus par les grandes et moyennes surfaces de la région.